# HITOMI YAIDA MUSIC VIDEO COLLECTION
『HITOMI YAIDA MUSIC VIDEO COLLECTION』（ヒトミ・ヤイダ ミュージック・ビデオ・コレクション）は、2009年2月18日に発売された矢井田瞳のミュージック・クリップ集。発売元は青空レコード。

## 概要
- デビュー10周年を記念して発売された矢井田瞳3作目のミュージック・クリップ集であり、インディーズデビューシングル「How?」から17枚目のシングル「I Love You の 形/ハネユメ」までの表題曲のミュージック・クリップが収録されている。ただし、13枚目のシングル「マワルソラ」のミュージック・クリップは収録されておらず、2013年現在ソフト化に至っていない唯一の作品である。
- 2枚組ベストアルバム「THE BEST OF HITOMI YAIDA」も同時発売。

## 収録曲
1. How?
2. B'coz I Love You
3. ねえ
4. my sweet darlin'
5. Look Back Again
6. Over The Distance
7. Buzzstyle
8. Ring my bell
9. Dizzy dive
10. アンダンテ
11. アンダンテ（band ver.）
12. 未完成のメロディ
13. 孤独なカウボーイ
14. チェイン
15. 一人ジェンガ
16. Chapter01
17. マーブル色の日
18. モノクロレター
19. Go my way
20. STARTLiNE
21. 初恋
22. I Love You の 形